# جون فريدريك بيلي
جون فريدريك بيلي (بالإنجليزية: John Frederick Bailey)‏ هو عالم نبات أسترالي، ولد في 5 أغسطس 1866 في بريزبان في أستراليا، وتوفي بنفس المكان في 19 مايو 1938.